# Fundación Hanso
Fundación Hanso (Hanso Fundation) es una organización internacional ficticia creada para la conocida serie Lost (Perdidos, en España). Es uno de los grandes misterios de la trama y un elemento recurrente en toda la serie. La fundación fue creada en los años 60 por el magnate de las armas, Alvar Hanso, con el objetivo de "alcanzar un mañana mejor". Junto con otros proyectos, la Fundación Hanso es conocida por financiar la iniciativa D.H.A.R.M.A.. Los cuarteles generales de la fundación se encontrarían supuestamente en Copenhague pero fueron destruidos por una bomba. Otros edificios que aparecen en la serie son de hecho reales, lo que ha contribuido a que muchas personas se planteen la existencia de la fundación. Sin embargo estos edificios no pertenecen a ninguna asociación, por ejemplo el "Edificio Narvik" es el propio ayuntamiento de su ciudad, Narvik.

## La fundación en Perdidos
A raíz de la crisis de los misiles en Cuba, el matemático Enzo Valenzetti formuló una ecuación capacaz de predecir exactamente los años y meses que faltaban para que la humanidad se extinguiera a sí misma debido a la superpoblación, la sobreexplotación de los recursos y las guerras. Es por ello que surge La Hanso Foundation (Fundación Hanso), con el objetivo de prolongar la existencia de la especie humana. La tarea principal de esta organización sería por ello modificar cualquiera de los factores de la ecuación Valenzetti alterando así el resultado.
La Fundación Hanso comenzó a trabajar en la ecuación, logrando tras años de esfuerzo descifrar la fecha exacta del fin del mundo: 21 de diciembre de 2012 (último día del calendario maya). Los resultados provocaron el miedo dentro de la organización por lo que dos de sus miembros (Gerald y Karen DeGroot), profesores de la Universidad de Míchigan, crearon un proyecto denominado D.H.A.R.M.A. (Department of Heuristics And Research on Material Aplications / Departamento de Heurística e Investigación en Aplicaciones Materiales).
Utilizando una isla propiedad de los Hanso, los científicos del proyecto D.H.A.R.M.A. crearon numerosas instalaciones o estaciones utilizadas para investigar diversos ámbitos de la ciencia. Se crearon estaciones de psicología, parapsicología, electromagnetismo, zoología, meteorología, medicina. La isla, localizada en el Océano Pacífico, era prácticamente ilocalizable y muy difícil de abandonar por lo que se encontraba en un lugar perfecto para estas actividades. A través de una torre de radio localizada en la isla, los científicos debían avisar a los demás miembros de la fundación alrededor del mundo sobre el cambio de los dígitos en la ecuación. La torre continuó emitiendo los números 4 8 15 16 23 42 cada minuto hasta que la superviviente de un naufragio, Rousseau, cambia la emisión por un mensaje de socorro.
En el episodio "Ab aeterno" situado en el año 1867, el barco La roca negra navega con destino al "nuevo mundo" comandada por el capitán Magnus Hanso, lo que sugiere que la relación entre los Hanso y la isla es más compleja y antigua de lo que se suponía hasta ahora.

## Página web oficial
Como parte del proyecto de realidad virtual, "the Lost experience", los creadores de la serie diseñaron un sitio de internet propio para la fundación que permitía a los espectadores interactuar positivamente e introducirse en el ambiente fantástico de perdidos haciendo más creíble la organización. Debido al desarrollo de la trama, la página sufrió varias modificaciones a lo largo de la serie. El sitio fue supuestamente hackeado reiteradamente por Persephone (apodo de Rachel Blake, hija de Alvar Hanso) lo que llevó a su cierre definitivo en 2006. A pesar de esto la página sigue siendo accesible en muchos sitios como este Archivado el 25 de julio de 2014 en Wayback Machine., ya que el contenido de la página fue copiado antes de su desaparición.

## Fin de la serie y misterios sin resolver
En una entrevista a la revista Variety Damon Lindelof, productor de la serie, reveló que en el episodio de la sexta temporada The sequence se desvelaría cuál es la verdadera conexión entre la Ecuación de Valenzetti, los pasajeros del vuelo 815, la fundación de Alvar Hanso y la iniciativa D.H.A.R.M.A. Con la serie ya finalizada y sin haberse emitido ese capítulo, la iniciativa D.H.A.R.M.A, la fundación Hanso, la ecuación y la conexión con los pasajeros seguirán siendo un misterio sin resolver como tantos otros planteados por la serie.